# Pansy's Papas
Pansy's Papas è un cortometraggio muto del 1916. Diretto da William Wolbert e scritto da Edwin Ray Coffin, una commedia che, prodotta da Vitagraph, fu interpretata da Mary Anderson nel ruolo di Pansy.

## Produzione
Il film fu prodotto dalla Vitagraph Company of America.

## Distribuzione
Distribuito dalla General Film Company, il film - un cortometraggio in una bobina - uscì nelle sale cinematografiche statunitensi il 6 marzo 1916.